# Гёльстрём, Густав Габриэль
Густав Габриэль аф Гёльстрём (1775—1844) — финский физик и метеоролог, профессор и ректор  Императорской Академии Або и Императорского Александровского университета.

## Биография
Первоначально учился дома и в народном училище в городе Ваза, в 1792 г. поступил в университет в Або; в 1795 г. защитил докторскую диссертацию «De cohaerentia corporum firmorum absoluta». В 1796 г. назначен доцентом по физике, в 1798 г. профессором математики, а в 1801 г. профессором физики в университет в Або; с 1813 г. состоял в том же университете ректором.
В 1827 г., когда после пожара, разрушившего Або, университет был переведен в Гельсингфорс, Гёльстрём переселился туда. С 1808 г. состоял членом Академии наук в Стокгольме, 29 декабря 1826 г. избран в члены-корреспонденты СПб. императорской академии наук, в 1838 г. принимал деятельное участие в основании ученого финляндского общества «Societas Scientiarum finnica». Ректор Императорского Александровского университета (1827—1832).
Обширная научная деятельность Гёльстрёма (он оставил до 58 оригинальных научных работ) сосредоточивалась, главным образом, в областях физики и метеорологии. Работы его по физике, указывающие как на его значительную эрудицию, так и на выдающийся талант экспериментатора, отличаются точностью, критическим отношением к методу наблюдения и попытками аналитической разработки результатов. Главные работы Гёльстрёма в физике относятся к изучению расширения воды (первая и в течение долгого времени единственная точная работа по этому вопросу) и стекла, к капиллярности, к акустике (число колебаний звучащих тел, интерференция звука, комбинационные тона) и к магнетизму (влияние нагревания).
Обширны его работы по общей метеорологии и физической географии Финляндии, которым с 1820 г. он почти всецело себя посвятил: о северном сиянии, о периодических колебаниях барометра, о снежной границе, об оседании морей, о замерзании рек и др. Работы Гёльстрёма помещались в «Gilbert’s Annalen d. Physik» (с 1801), в Зап. Шведской акд. наук — «Vetensk. Acad. Handleng» (с 1805), с 1837 г. встречаются и в «Mémoires d. Savants étrangers» имп. акд. наук в СПб. По математике Гёльстрём оставил сочинение «Proportions läran eller Femte Boken of Euclidis Geometrie» (Гельсингфорс, 1842).
14.8.1830 возведён в дворянское достоинство с фамилией «аф Гёльстрём». Род его внесен, 26.2.1831 года, в матрикул Рыцарского Дома Великого Княжества Финляндского под № 190.

## Награды
- Орден Святой Анны 2-й степени (23.04.1829)[3]
- Императорская корона к ордену Святой Анны 2-й степени (31.12.1835)[3]
- Орден Святого Владимира 4-й степени.
- Орден Святого Владимира 3-й степени[4]